# Team Visma-Lease a Bike Development
Das Team Visma-Lease a Bike Development ist ein niederländisches Radsportteam.
Die Mannschaft wurde zur Saison 2020 als UCI Continental Team lizenziert. Sie ist als Development Team mit dem UCI WorldTeam Visma-Lease a Bike verbunden. Erster Sportlicher Leiter wurde der Deutsche Robert Wagner, ein ehemaliger Radrennfahrer des Teams Visma-Lease a Bike.

## Saison 2025
Mannschaft
| Teamkader 2025          | Teamkader 2025     | Teamkader 2025         | Teamkader 2025                    |
| Name                    | Geburtsdatum       | Land                   | Vorheriges Team                   |
| ----------------------- | ------------------ | ---------------------- | --------------------------------- |
| Dario Igor Belletta     | 27. Januar 2004    | Italien                | GB Team-Pool Cantú (2022)         |
| Patryk Goszczurny       | 14. März 2006      | Polen                  | JEGG-DJR Academy (2024)           |
| Jonas Høydahl           | 19. Dezember 2005  | Norwegen               | Sande SK (2023)                   |
| Cedric Keppens          | 10. März 2006      | Belgien                | Avia-Rudyco (2024)                |
| Ian Kings               | 15. April 2006     | Deutschland            | JEGG-DJR Academy (2024)           |
| Sjors Lugthart          | 22. Juni 2005      | Niederlande            | Willebrord Wil Vooruit (2023)     |
| Pietro Mattio           | 27. Juni 2004      | Italien                | Vigor Cycling Team (2022)         |
| Tomos Pattinson         | 17. Oktober 2005   | Vereinigtes Königreich | Tofauti Everyone Active (2023)    |
| Tim Rex                 | 11. April 2004     | Belgien                | Wanty-Re Uz-Technord (2024)       |
| Elliot Rowe             | 1. Juni 2006       | Vereinigtes Königreich | Fensham Howes-MAS Design (2024)   |
| William Smith           | 21. März 2004      | Vereinigtes Königreich | Trinity Racing (2024)             |
| Jed Smithson            | 19. August 2005    | Vereinigtes Königreich | Fensham Howes-MAS Design (2023)   |
| Mikal Grimstad Uglehus  | 15. Mai 2005       | Norwegen               | Uno-X Mobility Development (2024) |
| Matisse Van Kerckhove   | 11. September 2006 | Belgien                | Crabbé-Dstny Juniors (2024)       |
|                         |                    |                        |                                   |
| Quelle: ProCyclingStats |                    |                        |                                   |

Erfolge
| Siege | Siege  | Siege | Siege  | Siege  | Siege |
| Datum | Rennen | Staat | Klasse | Sieger |       |
| ----- | ------ | ----- | ------ | ------ | ----- |

## Erfolge pro Saison
| Rennserie                 | 2020 | 2021 | 2022 | 2023 | 2024 |
| ------------------------- | ---- | ---- | ---- | ---- | ---- |
| UCI ProSeries             | -    | -    | -    | -    | -    |
| UCI Continental Circuits  | 6    | 15   | 9    | 10   | 12   |
| nationale Meisterschaften | 1    | 4    | -    | -    | -    |

## Platzierungen in der UCI-Weltrangliste
| World Ranking | World Ranking | World Ranking                  | World Ranking |
| Jahr          | Teamwertung   | Einzelwertung                  |               |
| ------------- | ------------- | ------------------------------ | ------------- |
| 2020          | 45.           | Olav Kooij (135. )             |               |
| 2021          | 39.           | Michel Heßmann (410. )         |               |
| 2022          | 44.           | Johannes Staune-Mittet (234. ) |               |
| 2023          | 36.           | Per Strand Hagenes (230. )     |               |
| 2024          | 44.           | Matthew Brennan (350. )        |               |
|               |               |                                |               |
| Quelle: UCI   |               |                                |               |